# Edykt z Saint-Germain
Edykt z Saint-Germain – edykt wydany w Saint-Germain-en-Laye przez królową regentkę Katarzynę Medycejską 17 stycznia 1562 r. zapewniający częściową wolność wyznania hugenotom.
Król Franciszek I zajmował wobec protestantów początkowo postawę tolerancyjną. Po sprawie plakatów w 1534 r. zarządził śledztwo i zaczął wyraźniej opowiadać się po stronie katolików. Za panowania Henryka II rozpoczęły się prześladowania. Wiele osób aresztowano za herezję i skazano na śmierć. W 1559 r. król Franciszek II polecił aresztować kilku członków parlamentu paryskiego, którzy domagali się zwołania sesji i zaprzestania prześladowań protestantów. Jeden z nich Anne de Bourg został skazany na śmierć i stracony 21 grudnia 1559 r. Jego egzekucja i wzrastający wpływ rodu Gwizjuszy zaniepokoił protestantów, którzy wystąpili zbrojnie prod wodzą księcia Kondeusza i szlachcica La Renaudie. Bunt udało się szybko stłumić. Królowa Katarzyna Medycejska sprawująca regencję w imieniu małoletniego Karola IX starała się prowadzić politykę umiarkowaną. Dekret z Saint-Germain po raz pierwszy zezwalał protestantom na publiczny kult poza miastami. W ich obrębie miał pozostać prywatny. Dokument pozwalał na tworzenie konsystorzy i zwoływanie synodów. Pastorzy mieli składać przysięgę władzom lokalnym i uzyskać publiczne uznanie.
Dekret nie zapobiegł wybuchowi konfliktu. 18 lutego 1562 r. parlament paryski odmówił przyjęcia edyktu. 1 marca 1562 r. w Vassy zabito 74 protestantów, a ok. 100 raniono. Za rzeź odpowiedzialny był książę Franciszek Gwizjusz, który dostrzegł, że nabożeństwo odbywało się publicznie. Gdy przybył do Paryża przyjęto go owacyjnie. Regentka usiłowała uzyskać pomoc Kondeusza. Jednak Gwizjusz i jego zwolennicy udali się do Fontainebleau i siłą przywieźli Katarzynę Medycejską i jej syna Karola IX do Paryża. W tej sytuacji regentka opowiedziała się po stronie katolickiej, natomiast Kondeusz opuścił stolicę, dołączył do admirała Coligny i 2 kwietnia 1562 r. zdobył Orlean. We Francji rozpoczęły się wojny religijne.

## Literatura
- Delumeau J., Reformy chrześcijaństwa w XVI i XVII w., t. 1., Warszawa 1986.